# علي محمد الحلي
علي محمد حسين الحلّي (1930) دبلوماسي وحقوقي وشاعر عراقي. ولد في مدينة النجف. تخرّج في كلية الحقوق عام 1952، وحصل على شهادات من جامعات ويسكانس 1955 وأوهايو ونيفادا عام 1962. عمل مستشاراً في ديوان رئاسة الجمهوريّة. ساهم في تأسيس رابطتي الفكر الجديد والأدب الحديث. عرف بـشاعر البعث لكنه فصل عن حزب البعثي العراقي. من دواوينه الشعرية الشاعر 1954 وإنسان الجزائر 1958 وطعام المقصلة 1962 وثورة البعث 1963 والمشرّدون 1970 وغريب على الشاطئ 1970 وشمس البعث والفداء 1971 والمجموعة الشعريّة الكاملة 1987 ودم بين عرس الشناشيل 1988.

## سيرته
ولد السيد علي بن محمد بن حسين بن محمد الحسيني الحلي في مدينة النجف عام 1930. نشأ بها على والده الأديب وأكمل الدراسة الاعدادية فيها. تخرج في كلية الحقوق عام 1952. وحصل على شهادات تدريبية في الزراعة ومشاكلها القانونية من جامعات ويسكانس 1955 وأوهايو ونيفادا ويوتا عام 1962. عمل في المصرف الزراعي من 1947 حتى 1963.

التحق بالسلك الدبلوماسي من 1963 حتى 1973 وعمل في السفارات العراق في بيروت وبروكسيل والكويت والقاهرة وبيروت ثانية وأسهم في دورتي الأمم المتحدة لعامي 1968 و1969. وشارك في أعمال اللجنتين السياسية والقانوية. عمل مستشاراً متفرغاً في ديوان رئاسة الجمهوريّة ومستشاراً في السفارة العراقية في القاهرة. أسهم مع مجموعة من الأدباء في تأسيس رابطتي الأدب الجديد والفكر الجديد خلال الخمسينيات ومن مؤسسي اتحاد الأدباء في العراق،

افتتح مكتب محاماة بشارع المتنبي في فترة فصله السياسي، وبرغم انه لقب بشاعر البعث، إذ كتب قصائد بنفس قومي يتناغم وافكار حزب البعث مذ كان طالبا في كلية الحقوق. وواصل نهجه السياسي والشعري حتى الثمانينات حين ترك كتابة الشعر ونشره ولغاية تغيير النظام بعد احتلال العراق عام 2003. 

يعد من الرعيل الأول من شعرا سياسيين لحزب البعث العربي الاشتراكي حتى انفصاله عن الحزب. شارك في العديد من المؤتمرات والمهرجانات الشعرية والزراعية والسياسية والقانونية داخل العراق وخارجه. نشر العديد من القصائد والبحوث والتراجم والدراسات في الشعر والقصة والنقد الأدبي والموسيقى منذ عام 1943. عمل في وزارة الثقافة والإعلام. أشرف على الصحفات الأدبية في جرائد اليقظة والجمهورية والثورة فترة من الزمن، كما نشر قصائد ملتهبة في العهد الملكي تحرض على إسقاط النظام والثورة بتوقيع الشاعر المجهول لهيب. انتمى إلى حزب الاستقلال في العراق منذ عام 1946 وارتبط بحركة البعث العربي ثم بحزب العربي الاشتراكي في نهايات الأربعينات حتى نهايات السبعينيات. 

طرد من وظيتفه وسيق للمحاكمه لنشاطاته السياسية. دخل الجسن أكثر من مرة وأغلب شعره مرتبط بقضية القومية. نشر الشعر والمقالة السياسية والاجتماعية والنقدية والقصة المترجمة والبحوث والدراسات. حصل على شهادة تقديرية من تلفزيون بغداد 1976 وترجم بعض شعره إلى العديد من اللغات الأوروبية. 

ذکر كامل سلمان الجبوري أنه توفي في بغداد ونقل إلى النجف ودفن به.

## من دواوينه
- الشاعر، 1954
- إنسان الجزائر، 1958
- طعام المقصلة، 1962
- ثورة البعث، 1963
- المشردون، 1970
- غريب على الشاطي، 1970
- مواسم العشق والرصاص، 1979
- المجموعة الشعرية الكاملة، 1987
- دم بين عرس الشناشيل، 1988

وله في الترجمة :
- الازهار البرية ،مجموعة قصص لارسكين كالدويل 1997.
- سمها.. تجربة، رواية - سيرة ذاتية لكالدويل، 1987
- دراسات نقدية معاصرة" 1987، جيمس جويس، 1985
- من الأدب السوفياتي الحديث، 1987

## وصلات خارجية
- في موقع أرشيف المجلات